# Esclavitud de indígenas en el Brasil

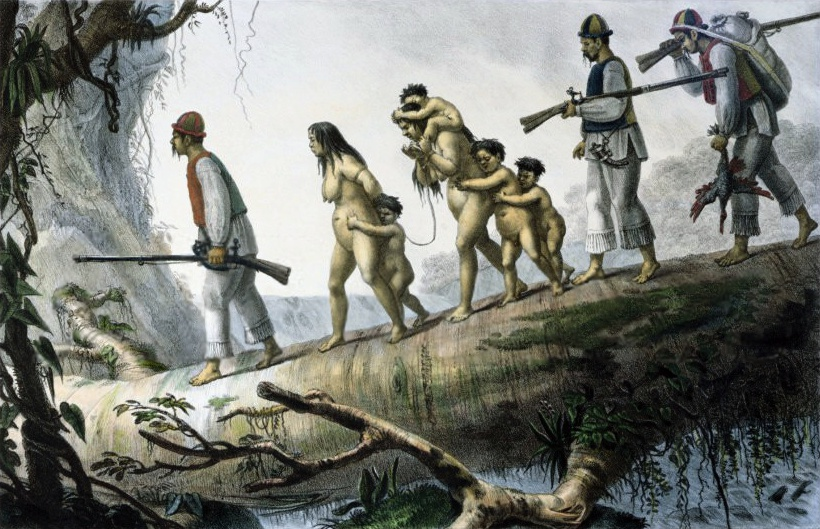
"Indios soldados de la provincia de Curitiba escoltando prisioneros nativos", pintura de Jean-Baptiste Debret

La esclavitud de indígenas en el Brasil existió principalmente al inicio de la colonización portuguesa, decayendo posteriormente debido a la preferencia por esclavos negros y a la presión de los beneficios de la trata de esclavos, y fue extinguida por orden del Marqués de Pombal. En primer lugar, una ley de 1755 prohibió la esclavitud de indios en el Estado de Grão-Pará y Maranhão. Luego, en 1758, esta ley se extendió al resto de Brasil.
La esclavitud indígena existió a pesar de los esfuerzos de los Jesuitas contra su práctica. La principal fuente de obtención de mano de obra esclava indígena eran las entradas y bandeiras, facilitadas por las desavenencias y guerras intertribales de los indígenas brasileños. Los lugares donde se recluía a los indígenas se llamaban "casas de preamento".